# Lisa Bonder
Lisa Bonder (Columbus, 16 ottobre 1965) è un'ex tennista statunitense, ha debuttato nel circuito professionistico nel 1981 e si è ritirata nel 1991.

## Carriera
Nata a Columbus e cresciuta a Salin, ha debuttato nel circuito professionistico nel 1981. L'anno seguente vinse il suo primo titolo da professionista sconfiggendo Renáta Tomanová ad Amburgo. Negli anni seguenti si è imposta in due edizioni consecutive del Borden Classic (1982 e 1983) e nel Toray Pan Pacific Open del 1983. Sempre in quel periodo raggiunse anche il suo massimo risultato entrando nella top ten e nei tornei del Grande Slam: i quarti di finale all'Open di Francia nel 1984, in cui fu eliminata da Camille Benjamin.
Durante la sua carriera è riuscita a sconfiggere giocatrici del calibro di Chris Evert, Mary Joe Fernández, Virginia Ruzici e Andrea Jaeger.

## Vita privata
Il 10 gennaio 1988 ha sposato il connazionale Tom Kreiss, iniziando ad utilizzare nei tornei il nome di Lisa Bonder-Kreiss. Nel 1998 ha divorziato per sposare il multimiliardario Kirk Kerkorian, di 48 anni più anziano di lei e ottantaquattrenne all'epoca delle nozze. Il matrimonio è durato poco ed è finito con una battaglia legale a causa della paternità della figlia della Bonder, che si scoprì non essere figlia di Kerkorian, bensì di Steve Bing.